# Cyanocharax tipiaia
Cyanocharax tipiaia és un peix de la família dels caràcids i de l'ordre dels caraciformes.

## Hàbitat
Viu en zones de clima subtropical a la conca del riu Jacui al Brasil.